# Persistence Wins
Persistence Wins è un cortometraggio muto del 1915 diretto da Frank Cooley. Prodotto dalla American Film Manufacturing Company su un soggetto di Grace Everson, il film aveva come interpreti Webster Campbell, Virginia Kirtley, Joe Harris, Fred Gamble.

## Trama
L'illustratrice Alice Longshore vive in maniera bohémien, soddisfatta del suo lavoro, dei suoi amici e della sua vita in generale. Peter, un architetto innamorato di lei, cerca in tutti i modi di convincerla a sposarlo, offrendole il suo amore e la sua protezione, ma lei rifiuta ogni volta che lui, insistentemente, continua a proporsi. Alice sembra però cambiare idea nei confronti di Peter quando uno sgradevole ammiratore le rende la vita impossibile. Riconsiderando la situazione, decide di accettare l'ennesima proposta di matrimonio di Peter. Lui, tutto felice, tira subito fuori l'anello e la licenza di matrimonio. Lei vuole però per prima cosa cercare una casa e Peter le mostra una lista già preparata. Trovano un piccolo bungalow che Alice, già pentita, contrappone al suo lussuoso studio. Tornata a casa, decide che non può rinunciare alla sua libertà e manda a Peter un biglietto con accluso l'anello.

Poi esce, per celebrare la libertà ritrovata. Ma adesso le sigarette e i cocktail di Miss Oldham, una donna nubile, non sono più tanto piacevoli e trova un'altra amica, Helen Armstrong, sola e sconsolata perché nessuno la ama. Mary Benton, invece, sposata felicemente e madre di un bel bambino, la rimprovera di avere lasciato Peter, sollecitandola a non fare quell'errore.

Alice tenta allora di telefonare a Peter, ma non riesce a trovarlo. Pensando al peggio, va alla sua ricerca, finendo per arrivare al bungalow: qui, Peter, come non fosse successo niente, sta lavorando alla casa. Alice, questa volta, non ha più voglia di perderlo e lo trascina con sé dal pastore che li sposa.

## Produzione
Il film fu prodotto dalla American Film Manufacturing Company.

## Distribuzione
Distribuito dalla Mutual, il film - un cortometraggio in una bobina - uscì nelle sale statunitensi il 13 aprile 1915.